# Eleonore von Grothaus

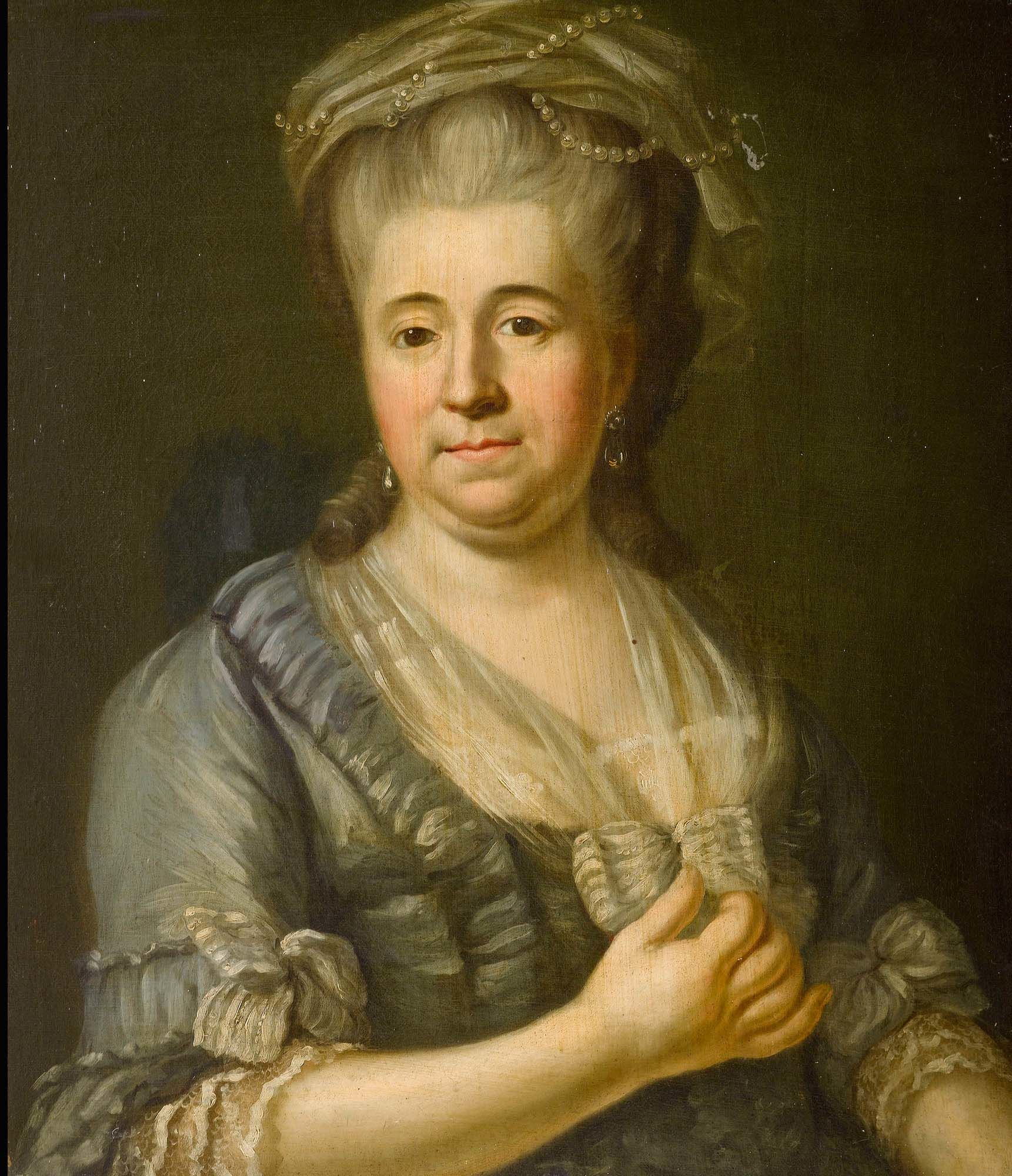
Eleonore von Grothaus, 1770

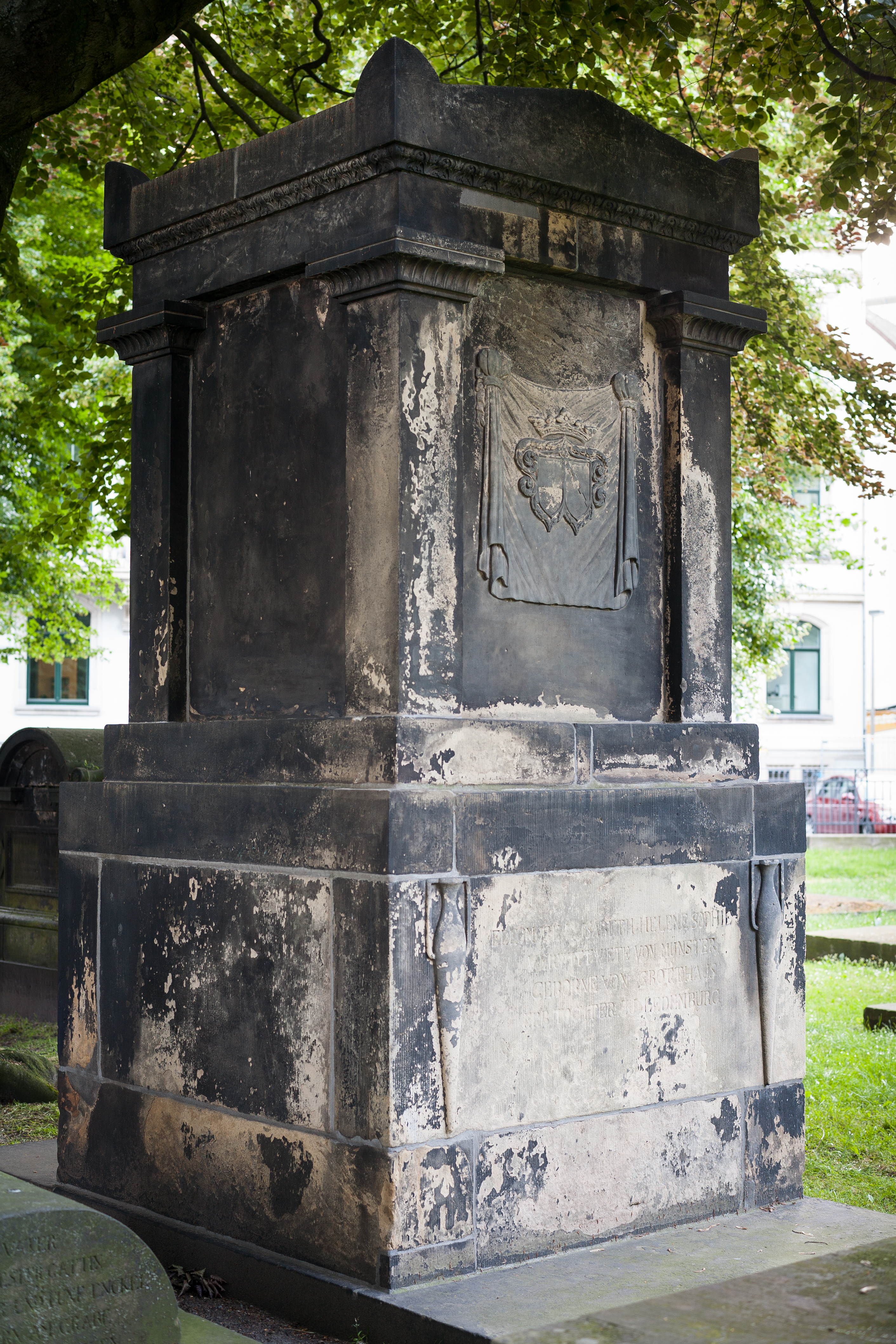
Grab der Eleonore von Grothaus auf dem Gartenfriedhof (Hannover).

Eleonore von Grothaus (* 10. April 1734 auf Ledenburg; † 26. März 1794 in Hannover) war eine Dichterin.

## Leben
Eleonore von Grothaus war als älteste Tochter des braunschweigischen und großbritannischen Generals Ernst Philipp von Grothaus (1703–1776), dem letzten agnatischen Spross des westfälischen Stammes seines Geschlechts, und der Anna Friederike von Oldershausen.
Ihr Lehnsbesitz lag u. a. in der Bauerschaft Mimmelage (Kirchspiel Badbergen), in der Bauerschaft Linne (Kirchspiel Schledehausen), in der Bauerschaft Linde (Kirchspiel Barkhausen) und im Kirchspiel Ostercappeln.
Mit ihrer Heirat trug sie ihrem Gatten Georg von Münster zu Surenburg (1721–1773), fürstbischöflicher Hofmarschall sämtliche ererbten Güter zu. Aus der Ehe ging der spätere Staatsmann Ernst zu Münster hervor.
Ihr Grab befindet sich auf dem Gartenfriedhof (Hannover).

## Werke
Aus ihrem Nachlass sind zahlreiche Briefwechsel mit Justus Möser, sowie etwa sechzig längere oder kürzere Gedichte, drei Erzählungen und drei Bühnenstücke, außerdem zwei Oktavheftchen mit Prosageschichten, zwei mit Tagebuchnotizen aus den Jahren 1789 und 1790 und etwas französisch abgefasste Poesie und Prosa erhalten. Sie veröffentlichte mehrere dieser literarischen Werke unter ihrem Ehenamen von Münster. Auf sie geht die so genannte Ledenburg-Sammlung zurück.